# 布勒杜茨鄉

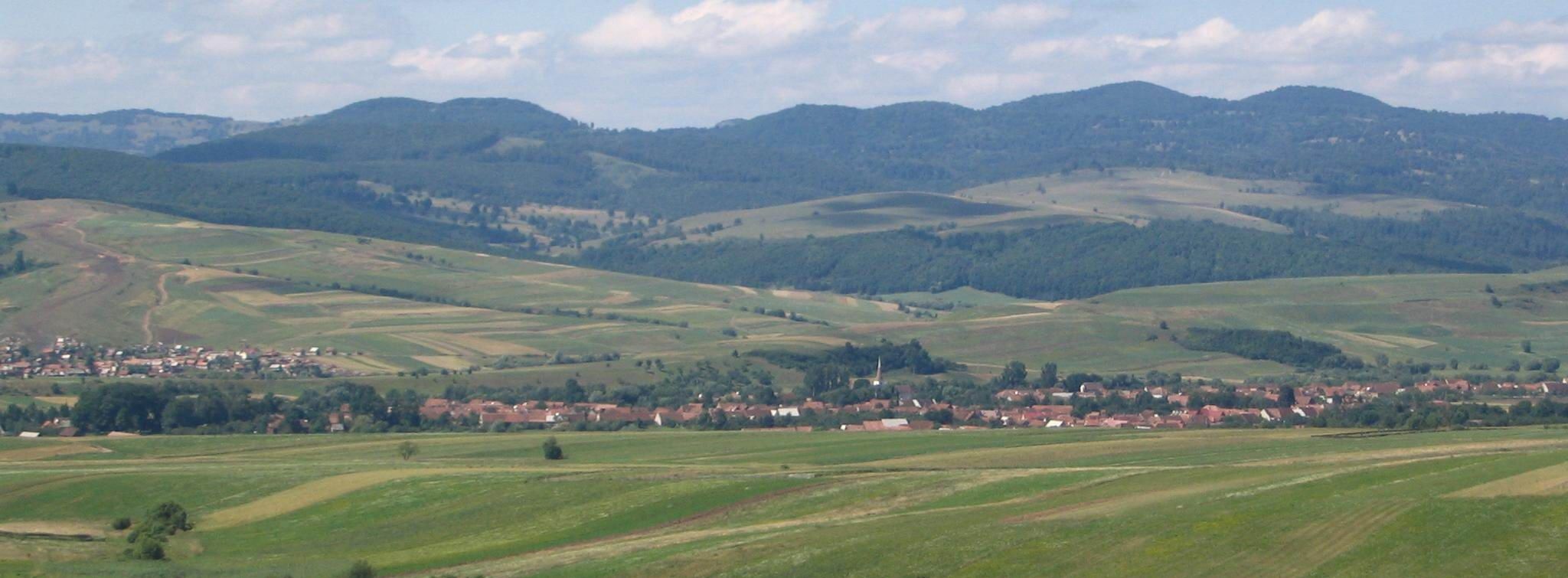

46°8′0″N 25°37′0″E / 46.13333°N 25.61667°E
布勒杜茨鄉（羅馬尼亞語：Comuna Brăduț, Covasna），是羅馬尼亞的鄉份，位於該國中部，由科瓦斯納縣負責管轄，面積173平方公里，海拔高度500米，2007年人口4,801，人口密度每平方公里28人。